# حمدیا عباس
حمدیا عباس (انگلیسی: Hamdya Abass؛ زادهٔ ۱ اوت ۱۹۸۲) بازیکن فوتبال اهل غنا است.
وی همچنین در تیم ملی فوتبال زنان غنا بازی کرده‌است.